# Karaczajski Obwód Autonomiczny
Karaczajski Obwód Autonomiczny, Karaczajski OA (ros. Карачаевская автономная область, karaczajsko-bałkarski Къарачай автоном область) – obwód autonomiczny w Związku Radzieckim, istniejący w latach 1926−1943, wchodzący w skład Rosyjskiej Federacyjnej Socjalistycznej Republiki Radzieckiej.
Karaczajski OA został utworzony 26 kwietnia 1926 r. w wyniku podziału istniejącego od 1922 r. Karaczajo-Czerkieskiego OA. Tworzenie autonomicznych jednostek terytorialnych dla mniejszości narodowych było częścią polityki tzw. korienizacji, tj. przyznawania autonomii mniejszościom narodowym zamieszkującym obszary dawnego Imperium, poprzednio dyskryminowanym i rusyfikowanym przez carat.
12 października 1943 r. w ramach stalinowskich represji za domniemaną współpracę z niemieckim okupantem w czasie II wojny światowej obwód został zlikwidowany, a Karaczajowie deportowani do Azji Środkowej. Gdy po śmierci Stalina zezwolono na ich powrót, nie odtworzono już Karaczajskiego OA, lecz powołano do życia Karaczajo-Czerkieski OA (1957 r.).
 Informacje nt. położenia, gospodarki, historii, ludności itd. Karaczajo-Czerkieskiego Obwodu Autonomicznego znajdują się w: artykule poświęconym Republice Karaczajo-Czerkiesji, jak obecnie nazywa się rosyjska jednostka polityczno-administracyjna, będąca prawną kontynuacją Obwodu.